# Aquaman
Aquaman, és un personatge de ficció de còmic, el seu nom real es Artur Curry, Orin i és un superheroi publicat per DC Comics. Creat per Paul Norris i Mort Weisinger, el personatge va fer la seva estrena a More Fun Comics núm. 73, publicat el 19 de setembre de 1941 (amb data de portada novembre de 1941). Inicialment, una sèrie secundària en el títol antològic de DC, Aquaman va protagonitzar posteriorment diverses sèries de còmics en solitari.

## Biografia de ficció
Aquaman, Rei dels Mars, els seus pares el van abandonar i el va acollir un faroner en el seu far, sense saber-ne l'origen. Fou Aquaman mateix qui en saber que provenia de la ciutat submarina d'Atlantis va retornar a la seva llar com un heroi. Una vegada reconegut el seu llinatge reial es converteix en un rei orgullós i un defensor de la seva ciutat. És l'únic habitant d'Atlantis que té el cabell ros.
Mera és l'esposa d'Aquaman, prové del món de Xebel, en aquest lloc hi viuen els exiliats d'Atlantis. Aquaman i Mera, es varen conèixer quan el seu pare, el governador de Xebel la va enviar a matar Aquaman però en lloc d'això se'n va enamorar amb bogeria, fins al punt de quedar-se a viure a Atlantis i convertir-se en la seva esposa.

## Poders
Els poders d'Aquaman són els de comunicar-se telepàticament amb qualsevol forma de vida marina, fa servir brànquies per poder respirar sota l'aigua. Pot nedar a una gran velocitat i té moltes habilitats en la lluita.